# 私生活 (映画)
『私生活』（しせいかつ、フランス語: Vie privée、英語: A Very Private Affair）は1962年のフランスの映画。
ルイ・マル監督の作品で、出演はブリジット・バルドーやマルチェロ・マストロヤンニなど。

## キャスト
| 役名             | 俳優                             | 日本語吹替                                                                                     |
| 役名             | 俳優                             | NET版                                                                                          |
| ---------------- | -------------------------------- | ---------------------------------------------------------------------------------------------- |
| ジル             | ブリジット・バルドー             | 小原乃梨子                                                                                     |
| ファビオ         | マルチェロ・マストロヤンニ       | 矢島正明                                                                                       |
| ディック         | ダーク・サンダース               | 仲村秀生                                                                                       |
| ジュリエット     | ジャクリーヌ・ドイエン           | 稲葉まつ子                                                                                     |
| マキシム         | ポール・ソレゼ                   | 千葉耕市                                                                                       |
| セシル           | エレノア・ハート                 | 金子亜矢子                                                                                     |
| カーラ           | ウルスラ・クブレール             | 北浜晴子                                                                                       |
| グリーシャ       | グレゴール・フォン・レッツォーリ | 和田文夫                                                                                       |
| ナレーション     | ジャン＝クロード・ブリアリ       | 臼井正明                                                                                       |
| 不明 その他      | N/A                              | 田中信夫 嶋俊介 沢田敏子 篠原大作 吉沢久嘉 石井敏郎 立壁和也 川路夏子 緑川稔 島木綿子 恒吉雄一 |
| 日本語版スタッフ |                                  |                                                                                                |
| 演出             | 演出                             | 小林守夫                                                                                       |
| 翻訳             | 翻訳                             | 木原たけし                                                                                     |
| 効果             | 効果                             | TFC                                                                                            |
| 調整             | 調整                             | 前田仁信                                                                                       |
| 制作             | 制作                             | 東北新社                                                                                       |
| 解説             | 解説                             | 淀川長治                                                                                       |
| 初回放送         | 初回放送                         | 1969年9月21日 『日曜洋画劇場』 21:00-23:00 正味93分45秒                                        |

## エピソード
公開時のキャッチコピーは「今日最も話題のスターへの新しい勝利！」。
本作でブリジット・バルドーを吹き替えた小原乃梨子は収録中、マルチェロ・マストロヤンニの吹替をしていた矢島正明に心がときめいて、初めて「吹き替えを通じて“恋”をした」という。また、小原は本作を「人生の中で大きな意義をもたらしてくれた作品」としている。